# Laan bij Arles
Laan bij Arles (Duits: Allee bei Arles) is een schilderij van Vincent van Gogh uit het midden van mei 1888. Sinds 1999 maakt het deel uit van de collectie van het Pommersches Landesmuseum in Greifswald.

## Voorstelling
Nadat Van Gogh in februari 1888 in Arles was aangekomen, begon hij al snel ook in de omgeving van de stad te werken, bijvoorbeeld bij  Montmajour ten noorden van de stad. De weg naar deze oude abdij legde de schilder op Laan bij Arles vast. Hij koos daarbij een opvallende compositie. De voorgrond wordt volledig in beslag genomen door een brede sloot. Deze leidt leidt het oog van de toeschouwer naar de typische Provençaalse weg met bomen en huizen die het linkerdeel van het asymmetrische schilderij vult.  
De belangrijkste elementen op het schilderij zijn op verschillende manieren geschilderd. Voor de sloot gebruikte Van Gogh korte gele en paarse streepjes, terwijl het huis uit kleurvakken is opgebouwd. De boom is weergegeven met kleine verfpuntjes. In de helderblauwe lucht ten slotte zijn wervelende penseelstreken te zien. De schilder probeerde hiermee de mistral weer te geven waar hij tijdens het schilderen soms veel last van had. Het contrast tussen de blauwe en gele kleuren domineert het schilderij en is typerend voor de stijl die Van Gogh in zijn periode in Arles ontwikkeld had. 

## Herkomst
- na de dood van de schilder en zijn broer komt het schilderij in bezit van Theo's weduwe, Johanna Bonger.
- april 1906: in bezit van Amedée Schuffenecker, Meudon, broer van de schilder Émile Schuffenecker.
- in bezit van de kunsthandel Thannhauser, München.
- 1910: gekocht door het Städtisches Museum, Stettin (Szczecin), voor 10.800 mark. De directeur van het museum, Walter Riezler, moest hiervoor bij zijn vrienden in Berlijn om giften vragen, omdat in Stettin onvoldoende geld opgehaald kon worden.
- de belangrijkste werken van het Städtisches Museum werden aan het einde van de Tweede Wereldoorlog naar het westen verplaatst. Ze werden lang tentoongesteld in Coburg en, vanaf 1970, in Kiel. In 1999 kwam de collectie in het nieuw opgerichte Pommersches Landesmuseum terecht.